# Hidetsugu Yagi
Pour les articles homonymes, voir Yagi.
Hidetsugu Yagi, né le 28 janvier 1886 à Osaka et mort le 19 janvier 1976 à Tokyo, est un ingénieur électricien japonais. Travaillant à l'université du Tōhoku, il rédige plusieurs articles en anglais qui introduisent les principes d'un nouveau type d'antenne mis au point par son collègue Shintarō Uda.  

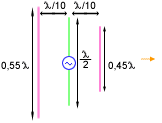
Schéma d'une antenne Yagi.

L'antenne Yagi, brevetée en 1926 au Japon, permet les communications directionnelles à l'aide d'ondes électromagnétiques. Au début du XXIe siècle, cette antenne est installée dans des millions de résidences de par le monde, servant à la réception des ondes radio et de télévision. 
Yagi a aussi tenté, sans succès, de mettre au point un système de transmission d'énergie sans fil. Il a participé à la fondation de l'Université de technologie de Chiba. Yagi a reçu le Blue Ribbon Award en 1951, l'Order of Cultural Merit en 1956 et le Large Asahi Award of the First Class en 1976.  Il est listé comme l'un des « Dix grands inventeurs japonais » en 1985 par l'office des brevets du Japon.